# Xã Douglas, Quận Union, Iowa
Xã Douglas (tiếng Anh: Douglas Township) là một xã thuộc quận Union, tiểu bang Iowa, Hoa Kỳ. Năm 2010, dân số của xã này là 654 người.